# 恣意的な引用
恣意的な引用（しいてきないんよう、英 Quoting out of context,Contextomy,quote mining）は、いわゆる非形式的誤謬の一つであり、「引用元の意図を歪めるような方法で文節を前後関係の中から抜粋すること」である 。「文脈を無視した引用」または「切り取り」ともいう。

## 概要
恣意的な引用は、意図的であることもあれば、意味を取り違えたり明確化のために必須な要素を必要不可欠でないと考えて省略したことによる偶発的なこともある。誤謬としては、文脈を無視した引用は、依然として正しい引用元を参照できるという点で、虚偽の著作者名表示とは異なる。
この誤謬に基づく主張としては、2つの形態がある。:
1. ストローマン 論法においては、文脈を無視して敵対者を引用することで、その立場を誤って位置づけて論破を容易にすることを目的とする。単純化したりや極端に見せかけることが典型的なパターンである。政治の世界では、よくあることである。
2. 権威に訴える論証では、あるテーマについて文脈を無視して権威を引用して、その権威がある立場を擁護しているかのような誤った印象を与えることを目的とする[2]。

## 切り取り(Contextomy)
切り取りは「引用元の意図した意味を歪める目的で元の文章上の前後関係から文節を選択的に抜粋すること」であり、一般には「文脈を無視した引用」といわれているものである。ここでの問題は、（全ての引用がそうであるように）元の文からの抜粋引用それ自体にあるのではなく、「選択した引用文の意図を明確にする近傍の句や文節（除外により文脈になる）を除外する」という引用者の選択にある。この方法を外科的切除になぞらえて、ジャーナリストのMilton Mayerは、ワイマール憲法ドイツ時代の週刊新聞シュテュルマーの編集者ユリウス・シュトライヒャーによる用法を記述するために、"contextomy"という用語を作った。シュトライヒャーは、新聞読者であるキリスト教労働者階級の反ユダヤ主義を高揚させるため、ユダヤ教のタルムードの文章から切り取った引用を短縮して、強欲、奴隷、儀礼的殺人を擁護しているかのように見せかけた新聞を定期発行した 。
このような極端に悪意のあるものはほとんど用いられないが、切り取りは現代のマスメディアによる誤報の一般的な手法である。この誤報は研究によれば、受け手が元の引用元の文脈に接した後も影響が残ることを示している。

### 広告において
切り取りのもっともなじみのある例の一つは、至る所にある「批評的推薦の広告」である。大手映画会社による推薦広告でのメディア露出への誘惑により、批評家の中には平凡な映画に好意的な評価をつけてしまうような者が生じる可能性がある。しかし、研究によれば、批評が総じて否定的であっても、映画会社が批評家の意見を不正確に伝えるような方法で抜粋することもあるという。
例えば、1995年のニュー・ライン・シネマによる映画『セブン』の広告コピーは、雑誌『エンターテインメント・ウィークリー』の批評家 Owen Gleiberman を引用して、「small masterpiece（小さな傑作）」とのコメントを使用している。実際のところ、Gleiberman は同作に対して全体でB-の評価をしており、褒めたのは「製作者リストは、揺れるフレームと心理的にはガラクタのサブリミナル的点滅によって、認知症の小さな傑作(small masterpiece)といえる。」と、最初の制作者リストを誇大であるとしたものである。同様に、ユナイテッド・アーティスツは、批評家 Kenneth Turan による失敗作『奴らに深き眠りを』の批評（ローレンス・フィッシュバーンの燃えるような演技でさえ『奴らに深き眠りを』を良くすることはできなかった。ギャング志望者についての長編ドラマは、5セントのタバコの熱量にも及ばなかった。フィッシュバーンの”デコボコ”ぶりは、猛烈かつ魅力的で、文句のつけようがなく（irresistible）平坦である,,,しかし、この役者にもできることには限度がある。）から、”irresistible（文句のつけようがない）”の一語のみを映画の広告コピーに使用した。 これらの悪用により、批評家の中には、今では意図的に批評では華やかな言葉の使用を避ける者もいる。2010年にポップカルチャー雑誌ヴァニティ・フェアは、テレビドラマ『Lost』番組宣伝資料で「これまでのテレビ番組の中で、最も混乱して、愚かではあるが、どこか依存するほどすごい」という同誌の批評から一部を切り取って「これまでのテレビ番組の中で最も依存するほどすごい」とした向こう見ずな切り取りの犠牲になったと報じた 。Carl Bialik が記録した、副詞が違う動詞につけられる例では、映画『ダイ・ハード4.0』の広告において、 New York Daily News の「ヒステリックに作り込まれすぎて、驚くほど面白い」の引用文が、「ヒステリックに面白い」と短くされた。
米国では、偽りの広告に関する既存の規制以外の、映画に関して誤解を招く切り取り広告を特に規制する法令はない。 米国映画協会は、広告については、引用の正確性よりも表現や内容について審査する。映画会社の中には、短縮した批評を使用する前に、批評家からの承認を得ようという動きもある 。EUの公正取引委員会は、引用元の承認の条件に反して製品が認められていると不正に主張する企業を監視しており、恣意的な引用を禁じている。英国では公正取引庁により施行されており、最大で£5,000の罰金又は、2年の懲役が科される。